# Такаянаги Ясутаро
Такаянаги Ясутаро (яп. 高柳保太郎, たかやなぎやすたろう; 8 января 1870 — 7 сентября 1951) — японский военный, разведчик. Генерал-лейтенант Императорской армии Японии. Участник русско-японской войны (1904—1905).

## Биография
Родился 8 января 1870 года в префектуре Исикава. 23 июля 1892 года окончил Военную академию армии. 13 марта 1893 года получил звание младшего лейтенанта. После 3 лет службы, в декабре 1896 года, поступил в Высшую военную академию армии Японии. Окончил её 21 декабря 1899 года.
15 марта 1904, во время русско-японской войны, работал советником по вопросам стратегии и тактики при штабе 2-й армии. В конце войны, 14 августа 1905 года, был назначен штабным офицером Маньчжурской армии.
19 декабря 1910 года он стал главой Отдела стратегии и тактики Генерального штаба армии Японии. 1 апреля 1912 года произведён в звание полковника пехоты Императорской армии. С 10 апреля 1915 года занял должность командира 60-го пехотного полка.
С 27 января 1917 года, в ходе Первой мировой войны находился в России при русской армии как уполномоченный Генерального штаба армии Японии. 6 августа того же года произведён в генерал-майора. 23 марта 1918 года возглавил 2-й отдел Генерального штаба армии, занимался изучением зарубежных стран. Во время Гражданской войны в России, с 15 января 1919 по 31 января 1920 года, был председателем Военной миссии в Омске при правительстве Александра Колчака.
3 февраля 1919 года назначен в штаб японской экспедиционной армии во Владивостоке во время Сибирского похода. В течение 16 июля 1920 — 27 марта 1921 года возглавлял этот штаб. 28 марта вернулся на работу в Генеральный штаб.
8 февраля 1922 года делегирован в штаб командования Квантунской армией в Маньчжурии. 15 августа того же года произведен в звание генерал-лейтенанта. С 24 ноября 1922 года отправлен на отдых при сохранении всех званий, наград и титулов. 23 марта 1923 года переведен в запас.
Умер 7 сентября 1951 года в возрасте 82 лет.

## Награды
- Орден Восходящего солнца 2 степени
- Орден Золотого коршуна 2 степени
- Орден Священного сокровища 2 класса
- Медаль «В честь 2600 летия Японской империи» (15 августа 1940)[1]
- Орден Бани
- Командор Ордена Возрождения Польши
- Орден Военной доблести 5 степени
- Крест «За боевые заслуги»
- Чехословацкий Военный крест
- Памятный крест о войне  (24 июля 1930)[2]